# Distretto di Sayō
Il distretto di Sayō (佐用郡, Sayō-gun?) è uno dei distretti della prefettura di Hyōgo, in Giappone.
Fa parte del distretto solo il comune di Sayō.
| Controllo di autorità | VIAF (EN) 259068169 · NDL (EN, JA) 00634871 |